# Петренко, Кирилл Гарриевич
Кирилл Гарриевич Петренко (род. 11 февраля 1972, Омск) — австрийский дирижёр, главный дирижёр Берлинского филармонического оркестра.

## Биография
Родился в музыкальной еврейской семье. Отец, заслуженный артист РСФСР Гарри Петренко (уроженец Львова, выпускник Ленинградской консерватории), был первой скрипкой Омского симфонического оркестра, а в начале 1990-х годов — дирижёром и концертмейстером камерного оркестра Arpeggione Hohenems; мать — музыковед Ольга Давыдовна Петренко (урождённая Вайнтрауб, род. 1945), работала лектором в Омской филармонии.
Музыкой начал заниматься с шести лет. Учился в музыкальной школе по классу фортепиано в классе Людмилы Францевны Винклер (Юргенсон). В 11-летнем возрасте дебютировал как солист в сопровождении омского симфонического оркестра. Позже учился в Омском музыкальном училище имени В. Я. Шебалина на двух отделениях: фортепианное исполнительство (класс Ларисы Александровны Грицай) и теория музыки. Первые навыки дирижирования получил в стенах училища у Юрия Николаевича Кукель-Краевского.
В 1990 году эмигрировал вместе с родителями в Австрию, где отец получил место скрипача симфонического оркестра Форарльберг в Фельдкирхе и музыкального педагога в городе Брегенце (позже он также преподавал в Мексике). Кирилл Петренко получил среднее специальное образование как пианист в консерватории Форарльберг в Фельдкирхе, затем обучался дирижированию в Венской высшей музыкальной школе (ныне Венский университет музыки и исполнительского искусства) по классу Уроша Лайовица.
Дебютировал как оперный дирижёр в 1995 году в Форарльберге, управляя оркестром на представлении оперы Бенджамина Бриттена «Давайте создадим оперу».
С 1997 по 1999 год исполнял обязанности капельмейстера в Венской народной опере. С 1999 по 2002 год был генеральмузикдиректором Мейнингенского театра. В 2001 году получил музыкальное руководство в постановке Кристины Мелиц «Кольцо нибелунга» Вагнера, которая проходила четыре вечера подряд и сделала Петренко всемирно известным. В 2002—2007 годах был главным дирижёром берлинской Комише опер.

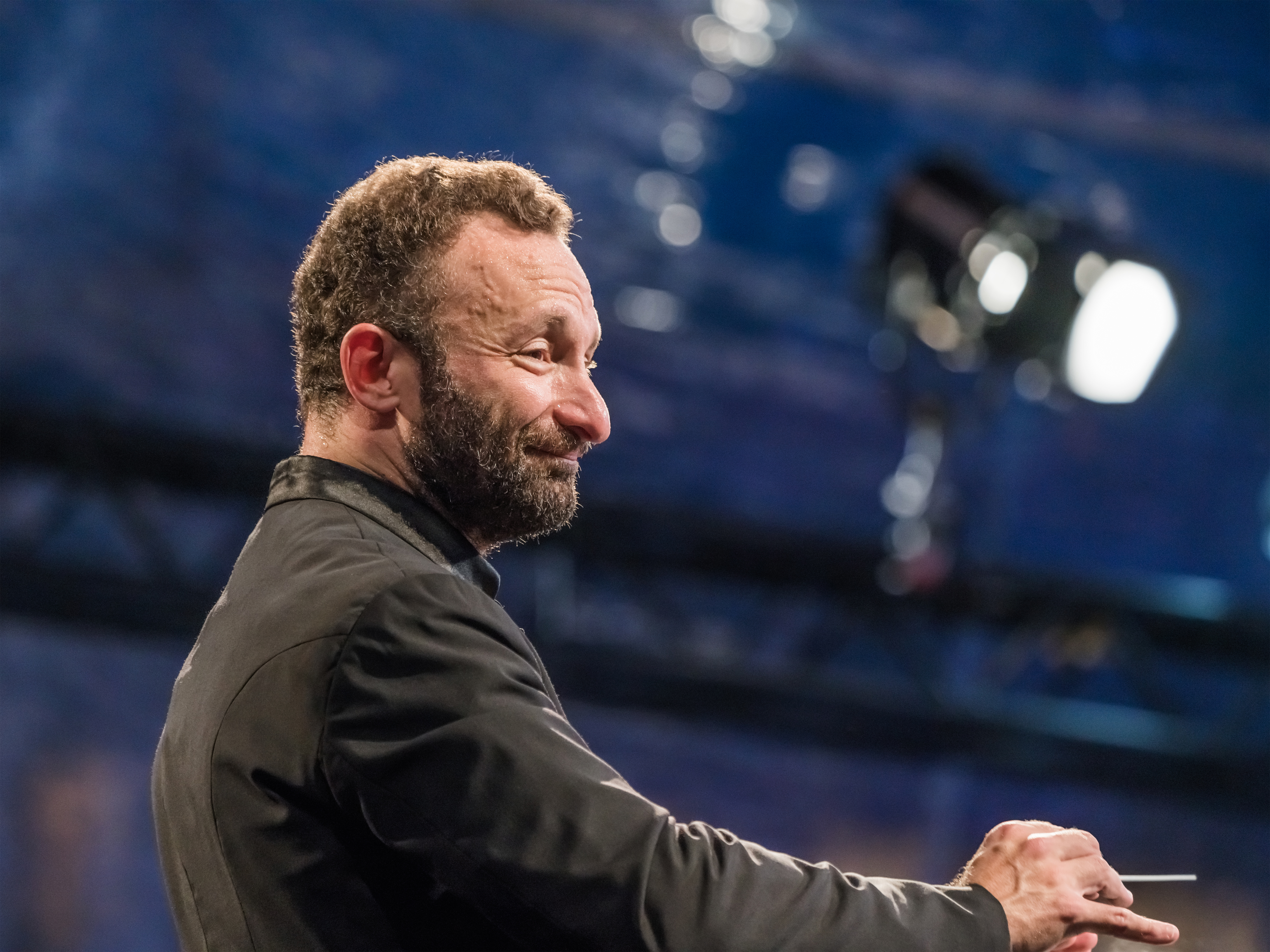
Петренко во время одного из концертов Берлинского филармонического оркестра

В 2013—2020 годах — музыкальный руководитель и главный дирижёр Баварской государственной оперы.
В 2013—2015 годах дирижировал тетралогией «Кольцо нибелунга» на Байрейтском фестивале.
22 июня 2015 года был избран следующим главным дирижёром Берлинского филармонического оркестра после Саймона Рэттла; отмечалось, что он станет первым главным дирижёром еврейского происхождения и первым выходцем из России за всю 133-летнюю историю этого коллектива.
Среди выходивших на CD аудиозаписей — сочинения Иоханнеса Брамса, Анатолия Лядова, Густава Малера (симфония № 7), Ханса Пфицнера (опера «Палестрина»), Франца Шмидта, Сергея Рахманинова, Йозефа Сука (комплект симфонических сочинений из трёх компакт-дисков). Есть ряд видеозаписей оперных спектаклей под управлением Петренко; в частности, на DVD издавалась опера Альбана Берга «Лулу».
Лауреат премии International Opera Awards 2014 года (за постановку оперы «Кристина, королева Шведская» Якопо Форони).
С августа 2019 года является художественным руководителем и главным дирижёром Берлинского филармонического оркестра.
В 2022 году был назван «лучшим дирижёром» по версии журнала Opernwelt за постановку оперы П. И. Чайковского «Пиковая дама».
В 2022 году осудил российское вторжение на Украину, назвав его «ударом в спину миролюбивой Украины и всего мира».

## Творчество
Пресса называет Петренко «одним из самых ярких и серьёзных российских дирижёров, получивших самое широкое признание за последние несколько лет».